# ガラッソ・ガラッシ
ガラッソ・ガラッシ（Galasso Galassi、1420年から1425年の間の生まれ、1473年ころに没）は、15世紀のイタリアの画家である。フェラーラやボローニャで働いた、フェラーラ派の最初期の画家の一人と考えられている。別名にGalasso Alghisi や Galasso di Matteo Pivaなどがある

## 略歴
フェラーラで生まれた。16世紀の美術史家ジョルジョ・ヴァザーリ（1511-1574）はルネッサンスの芸術家の伝記集『画家・彫刻家・建築家列伝』でガラッソ・ガラッシを取り上げていてフェラーラのピエロ・デッラ・フランチェスカ（1412-1492）の弟子としている.。ヴァザーリの著書を除いてガラッシの生涯に関する資料はほとんど伝わっていない。フェラーラを支配したエステ家が1449年から1451年にかけてヴォギエーラにある夏の宮殿 「ベルリグアルドの別荘（Delizia di Belriguardo）」の壁画の仕事に対してガラッソ・ガラッシに報酬を支払った記録が残されている。15世紀末にヴェネツィア軍によって破壊されたフェラーラのヴェルフィオーレ宮殿の書斎（Studiolo di Belfiore）の装飾にも参加したと考えられている。
1455年にボローニャに滞在し、サンタ・マリア・デル・モンテ教会（chiesa di Santa Maria del Monte）の聖母被昇天の壁画を描いたとされ、この壁画は19世紀に破壊されたが、18世紀まで称賛されていた。
20世紀のイタリアの美術史家ロベルト・ロンギ（Roberto Longhi: 1890-1970）はヴァザーリの伝記の記述をもとにいくつかの作者不明の作品をガラッソ・ガラッシの作品であると主張したが、後に撤回しアンジェロ・マッカニーノ（Angelo Maccagnino: ?-1456）の作品であるとした。
1473年ころローマで亡くなったとされる。

## 作品

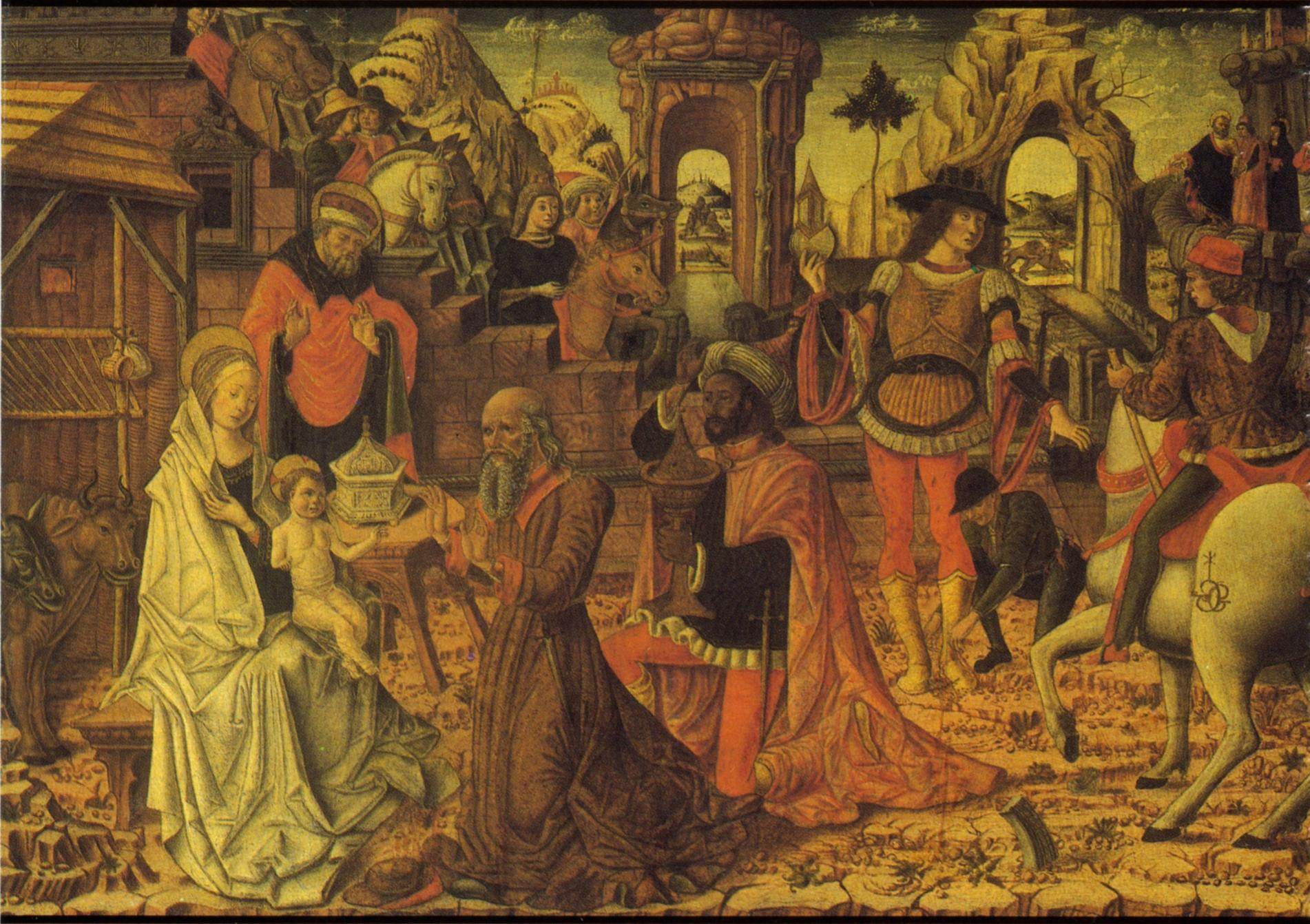
「東方三博士の礼拝」 ボイマンス・ヴァン・ベーニンゲン美術館
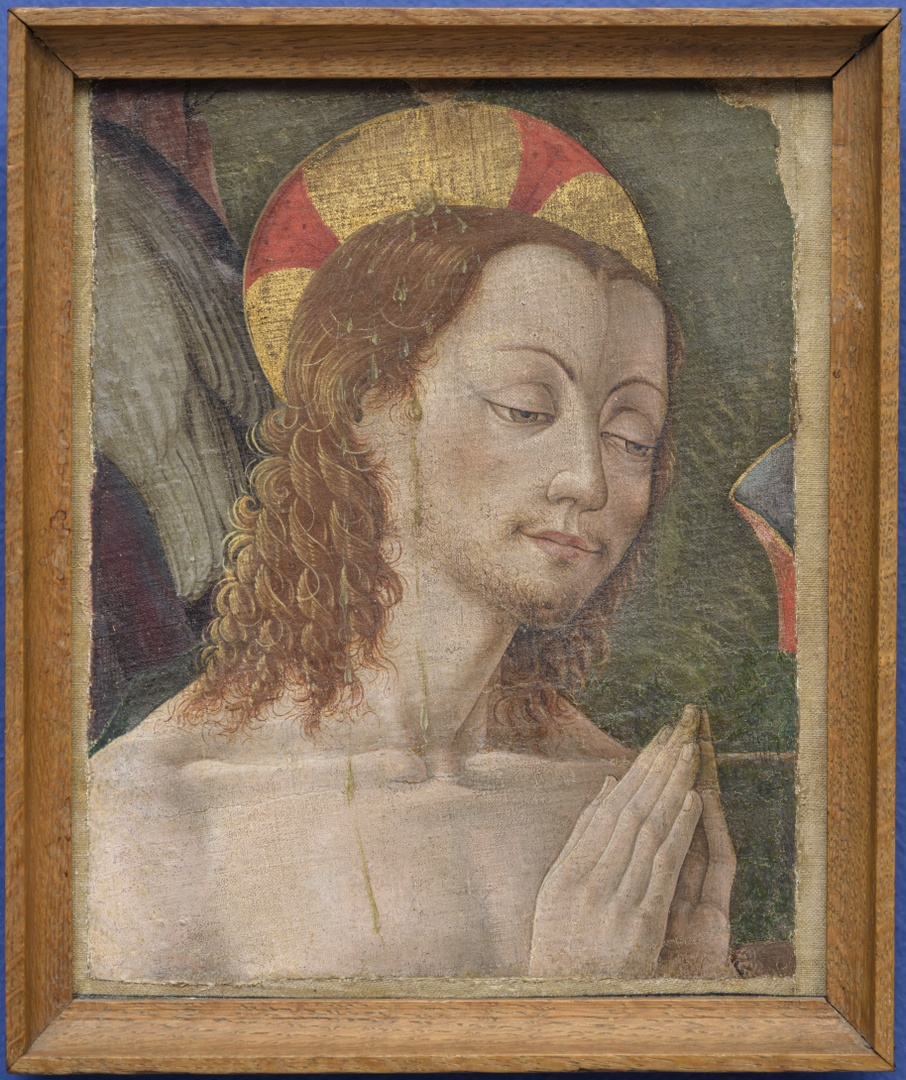
ガラッシかVicino da Ferraraの作とされるキリスト像